# Jondal
Jondal là một đô thị ở hạt Hordaland, Na Uy.
Jondal đã được tách khỏi Strandebarm năm 1846.
Dạng tên tiếng Na Uy Cổ là Jónardalr. Tiếp đầu ngữ là tên một con sông cũ *Jón (nay là Jondalselvi), tiếp vĩ ngữ là dalr có nghĩa 'thung lũng'. Huy hiệp được áp dung từ năm 1987.